# .ke
.ke és el domini de primer nivell territorial (ccTLD) de Kenya.
Els dominis de segon nivell per sota dels quals es fan els registres són:
- .co.ke - per a empreses
- .or.ke - per a organitzacions sense ànim de lucre o ONGs
- .ne.ke - per a dispositius de xarxa
- .go.ke - per a entitats governamentals, requereix documents acreditatius
- .ac.ke - per a institucions d'educació superior, requereix documents acreditatius
- .sc.ke - per a institucions educatives de grau baix i mitjà, requereix documents acreditatius
- .me.ke - per a noms personals
- .mobi.ke - per contingut mòbil
- .info.ke - per a informació

Hi ha detalls d'aquests dominis, i del mecanisme de delegació poc ortodox que utilitzava la zona .ke en una anàlisi de ccTLDs.